# One Park Place
One Park Place – wieżowiec w Houston, w stanie Teksas, w Stanach Zjednoczonych, o wysokości 158 m. Otwarcie budynku nastąpiło w 2009; liczy on 37 kondygnacji.